# Daniel Godelli
Daniel Godelli (ur. 10 stycznia 1992 w Elbasanie) – albański sztangista, mistrz świata, brązowy medalista mistrzostw Europy.
Największym jego sukcesem jest brązowy medal mistrzostw Europy w Kazaniu (2011) w kategorii do 69 kg. W dwuboju osiągnął 321 kg. Reprezentował swój kraj także na Igrzyskach Olimpijskich w Londynie. Jego trenerem był  Ali Lundraxhiu.

## Osiągnięcia
| Rok  | Zawody             | Miasto | Miejsce | Kategoria | Wynik  |
| ---- | ------------------ | ------ | ------- | --------- | ------ |
| 2014 | Mistrzostwa świata | Ałmaty | 1       | do 77 kg  | 369 kg |